# Louis Gallodier
Œuvres principales
Neptun och Amphitrite (1775)
Zemire och Azor (1778)
Louis Gallodier est un danseur et maître de ballet français né à Valence (Espagne) en 1734 et mort de la goutte à Stockholm le 6 juin 1803.

## Biographie
Fils d'Émile Gallodier, lui-même danseur, Louis fait partie du corps de ballet de l'Opéra-Comique de Paris jusqu'en 1756, travaillant notamment sous la direction de Jean-Georges Noverre.
À la suite d'une tournée en Suède avec la troupe Dulondel, il est engagé à la cour d'Adolphe Frédéric de Suède en 1757 et compose les intermèdes dansés du Devin du village, de Jean-Jacques Rousseau, représenté à Stockholm le 9 février 1758 par les comédiens français de la cour.
Le roi Gustave III projette de fonder un opéra à Stockholm et obtient la collaboration de Gallodier, qui prend la direction du Ballet royal suédois dès 1773. Il composera une vingtaine de ballets et d'intermèdes dansés dans les opéras.
En 1762, il avait épousé Gasparine Becheroni puis, devenu veuf en 1784, s'était remarié en 1792 avec Judith Christine Brelin, morte à son tour quelque temps après, et en 1796 avec Marie-Louise Dulondel, fille de comédiens français.

## Quelques œuvres
- Sylvie, opéra de Pierre Montan Berton (1774)
- Neptun och Amphitrite, opéra-ballet (1775)
- Æglé, opéra-ballet (1775)
- Adonis, opéra-ballet de Thomas Christian Walter (1776)
- Procris och Cephal, opéra de Lars Lalin (1778)
- Zemire och Azor, comédie-ballet d'André Grétry (1778)
- Arsène, féerie-comédie de Monsigny (1779)
- Atys, opéra-ballet de Piccinni (1784)